# Гозо
Гозо (на малтийски: Għawdxin) е малък остров в Средиземно море, част от малтийския архипелаг. Островът влиза в държавните граници на Малта и е вторият по големина в архипелага. В сравнение с югоизточния си съсед, Гозо е по-слабо населен и е известен с живописните си хълмове, които са изобразени и на герба му.
Често наричат Гозо „Островът на Калипсо“ – прякор, произлизащ от легендите за местоположението на древния остров Огигия, описан в Омировата Одисея. В мита нимфата Калипсо задържа Одисей на своя остров за 7 години, по пътя му за родната Итака след края на Троянската война. Според местните предания Гозо и Огигия са едно и също място.